# Corporación autónoma regional de la Frontera Nororiental
Corporación Autónoma Regional de la Frontera Nororiental, también conocida por sus siglas (Corponor) es una entidad pública y autónoma del gobierno colombiano, encargada de la administración de los recursos ambientales y su protección en la jurisdicción del departamento Norte de Santander.
Su función principal es administrar públicamente los parques y áreas forestales del departamento. Así mismo, realiza proyectos en contra de la desertización; y la restauración de los suelos por medio de la reforestación. También vigila el tráfico de especies exóticas y las cuencas de los rios y otras fuentes hídricas. Sus recursos financieros provienen de las regalías por concepto de explotación de hidrocarburos (carbón y gas natural) .